# Andriy Grivko

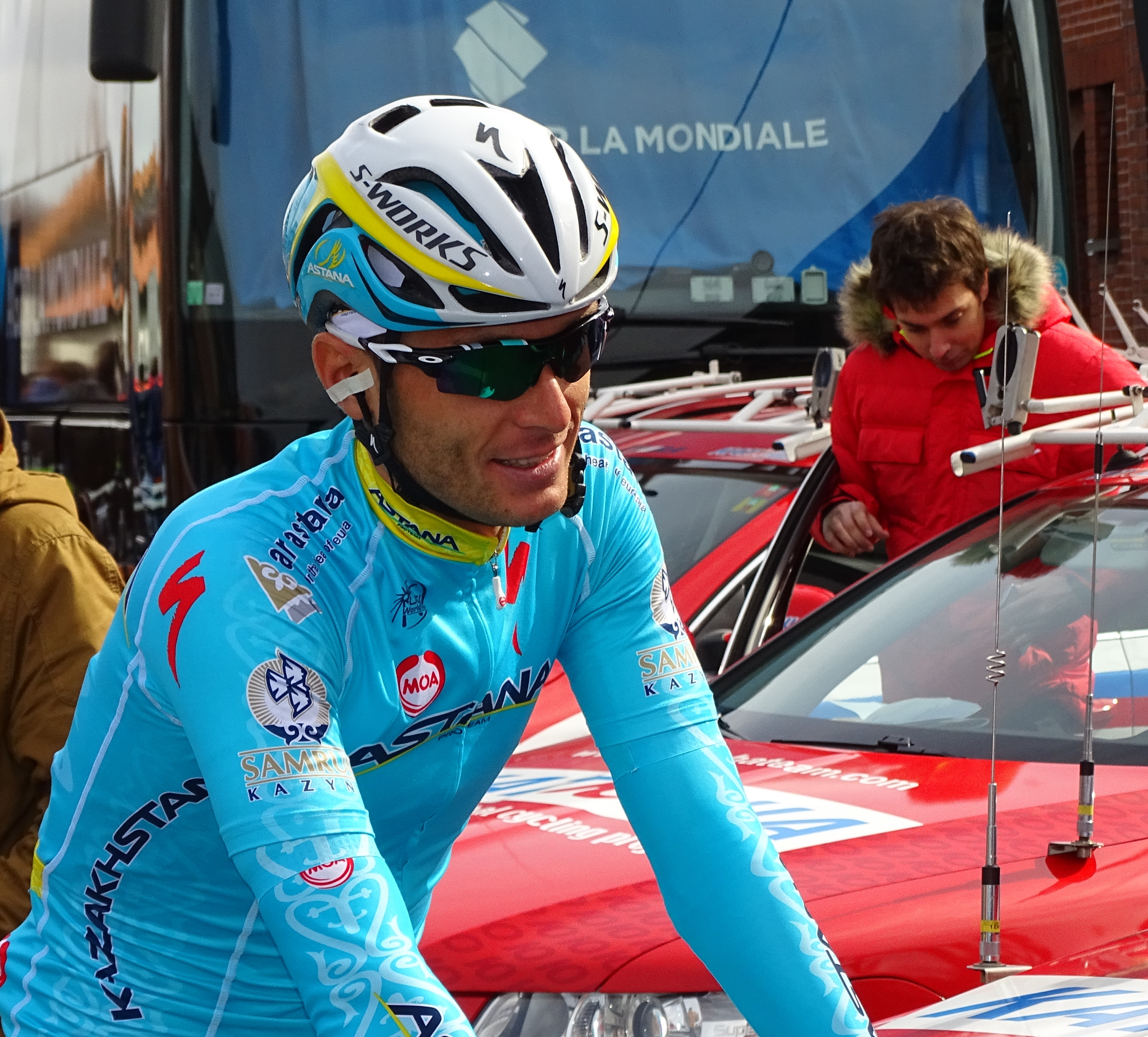
Andriy Grivko lors du Grand Prix E3 2015.

Andriy Grivko (né le 7 août 1983 à Simferopol, en RSS d'Ukraine (Union soviétique), est un coureur cycliste ukrainien, membre de l'équipe Lviv. Professionnel depuis 2005, il a notamment été sept fois champion d'Ukraine et a pris le départ de quatorze grands tours, dont dix Tours de France.

## Biographie
Coureur amateur prometteur, vainqueur de plusieurs courses de niveau international comme le Giro delle Regioni, Grivko passe professionnel en 2005 dans l'équipe Domina Vacanze-De Nardi. Il se fait rapidement remarquer par ses qualités de rouleur, remportant dès sa première saison le Championnat d'Ukraine du contre-la-montre et terminant 2e de Florence-Pistoia. Il participe à son premier Tour de France, qu'il termine à la 78e place.
En 2006, l'équipe Domina Vacanze-De Nardi devient Milram. Andriy Grivko se montre également à l'aise sur les parcours plus vallonnés. Il termine ainsi 3e du Critérium international, derrière Ivan Basso et Erik Dekker, et 3e du Grand Prix Miguel Indurain. Il remporte également pour la deuxième fois consécutive le Championnat d'Ukraine du contre-la-montre. Durant le Tour de France, il fait partie lors de la 13e étape de l'échappée de cinq coureurs qui arrive avec près de 30 minutes d'avance sur le peloton et permet à l'Espagnol Óscar Pereiro d'être le vainqueur surprise de ce Tour,.
En 2007, Grivko est troisième du contre-la-montre par équipes d'Eindhoven avec Milram. Il échoue à la neuvième place du championnat national du contre-la-montre et dispute à nouveau le Tour de France. Il se classe 14e de l'Eneco Tour, 22e du championnat du monde du contre-la-montre, et neuvième de Florence-Pistoia. En 2008, il réalise de bonnes courses de préparation en Afrique du Sud, et remporte une troisième victoire sur le championnat d'Ukraine du contre-la-montre. Aux Jeux olympiques de Pékin, il prend la 32e place du contre-la-montre, à près de six minutes du vainqueur Fabian Cancellara. Il dispute également la course en ligne, qu'il ne termine pas. En septembre 2008, Grivko termine 5e du championnat du monde sur route, puis remporte sur Florence-Pistoia sa première victoire internationale en tant que coureur professionnel.
En 2009, Grivko rejoint la nouvelle équipe ISD, dont il est la principale recrue avec Giovanni Visconti. Il devient pour la quatrième fois champion d'Ukraine du contre-la-montre. Il se classe initialement 22e du Tour d'Italie puis 18e après plusieurs disqualifications pour dopage.
En 2010, il est recruté par l'équipe kazakhe Astana. Il se classe deuxième des Trois Jours de La Panne. Il participe au Tour de France, que remporte son leader Alberto Contador. Celui-ci quitte l'équipe en 2011. Grivko participe à nouveau au Tour en 2011, cette fois aux côtés d'Alexandre Vinokourov et de Roman Kreuziger. Après l'abandon sur chute de Vinokourov, l'objectif de l'équipe Astana est de gagner une étape. Lors de la 11e étape, Andriy Grivko figure dans un groupe de six échappés repris à quelques kilomètres de l'arrivée. En fin de saison, Grivko prend la huitième place du nouveau Tour de Pékin. 
En 2012, Grivko prend la cinquième place du Tour de Belgique. Quelques jours plus tard, il est troisième du prologue du Critérium du Dauphiné, à deux secondes du vainqueur Luke Durbridge. Fin juin, il s'adjuge les deux titres de champion d'Ukraine, en contre-la-montre et en course en ligne. Il dispute ensuite le Tour de France. Dixième du prologue, il termine à la 43e place du classement général.
Il forme avec Dmytro Krivtsov l'équipe d'Ukraine lors de la course en ligne des Jeux olympiques de Londres. Il en prend la 17e place, dans le premier groupe arrivé après le vainqueur, Alexandre Vinokourov. En septembre, il participe aux championnats du monde dans le Limbourg néerlandais. Avec ses coéquipiers d'Astana, il prend la onzième place du nouveau championnat du contre-la-montre par équipes de marques. Il représente ensuite l'Ukraine au contre-la-montre individuel, avec Mykhailo Kononenko. Il en prend la onzième place, à 2 minutes 43 secondes du vainqueur Tony Martin. Il dispute ensuite la course en ligne, qu'il termine à la 31e place. Lors de la saison 2013, il réalise deux performances en fin de saison. Il se classe troisième de l'Eneco Tour et cinquième du championnat du monde sur route.
Grivko participe au Tour de France 2014 comme équipier de Vincenzo Nibali, vainqueur final de la course. Durant l'épreuve, peu de jours après le crash du vol 17 Malaysia Airlines, Andriy Grivko s'exprime sur la situation en Crimée dans le quotidien L'Équipe. Il y dénonce l'annexion de la région dont il est originaire et où vivent encore ses parents et sa sœur. Il utilise le terme de « parodie » pour qualifier le référendum d'autodétermination, donnant l'exemple de nombreux partisans du maintien de la Crimée dans le giron de l'Ukraine, empêcher de voter. Il nie l'indépendance de la Crimée et assure que la « dictature russe s'installe chez lui ». Il reconnait que ces évènements ont un impact sur sa concentration. Pour garder une bonne cohésion au sein de son équipe, il parle peu du conflit avec ses coéquipiers kazakhs. Ukrainophone, patriote convaincu et revendiqué, il se dit victime de railleries, au sein du peloton, de la part de certains coureurs russes. Il décide de mettre son vélo du Tour 2014 aux enchères et de reverser les fonds aux soldats ukrainiens blessés dans les affrontements. En fin d'année, il termine quatrième de l'Eneco Tour.
En février 2017, coupable d'un coup de coude donné à Marcel Kittel lors d'une étape du Dubaï Tour, il est exclu de la course. Le 20 avril de la même année, il est suspendu 45 jours par l'Union cycliste internationale pour cet incident. Sélectionné pour représenter son pays aux championnats d'Europe de cyclisme sur route en 2018, il se classe vingt-sixième de l'épreuve contre-la-montre. Après neuf saisons au sein de la formation Astana, il n'est pas conservé à l'issue de l'année 2018.
Il est élu premier vice-président de la Fédération ukrainienne de cyclisme en juillet 2018,. En mai 2019, il est annoncé qu'il rejoint l'équipe continentale ukrainienne Lviv Cycling Team. En septembre 2019, il est élu président de la Fédération ukrainienne de cyclisme,. En avril 2021, il est devenu membre de la Commission du cyclisme sur route de l'Union européenne de cyclisme pour la période 2021-2025.

## Style
Grivko est un coureur classé comme polyvalent. À l'aise en contre-la-montre, ses aptitudes lui permettent d'obtenir des résultats sur certaines courses par étapes.

## Palmarès et classements mondiaux

### Palmarès
| - 2003 - Giro del Valdarno - 2e du Tour de Toscane espoirs - 2e du Giro del Canavese - 2004 - Classement général du Tour des régions italiennes - Trofeo Martiri 4 e 11 luglio 1944 - Classement général du Tour de Toscane espoirs - 2e du Trophée Mario Zanchi - 2e du Grand Prix de la ville d'Empoli - 2e de Florence-Modène - 2005 - Champion d'Ukraine du contre-la-montre - 2e de Florence-Pistoia - 2006 - Champion d'Ukraine du contre-la-montre - 3e du Critérium international - 9e du championnat du monde du contre-la-montre - 2008 - Champion d'Ukraine du contre-la-montre - Florence-Pistoia - 2e du Intaka Tech Worlds View Challenge 1 - 2e du Intaka Tech Worlds View Challenge 2 - 5e du championnat du monde sur route - 2009 - Champion d'Ukraine du contre-la-montre - 1reb étape de la Semaine internationale Coppi et Bartali (contre-la-montre par équipes) - 2e de la Course de Solidarność et des champions olympiques - 3e du Grand Prix Nobili Rubinetterie | - 2010 - 2e des Trois Jours de La Panne - 2011 - 8e du Tour de Pékin - 2012 - Champion d'Ukraine du contre-la-montre - Champion d'Ukraine sur route - 2013 - 1re étape du Tour d'Espagne (contre-la-montre par équipes) - 2e du championnat d'Ukraine du contre-la-montre - 3e de l'Eneco Tour - 5e du championnat du monde sur route - 2014 - 4e de l'Eneco Tour - 2015 - Médaillé d'argent de la course en ligne aux Jeux européens - 6e de l'Eneco Tour - 2016 - La Méditerranéenne : - Classement général - 3e étape - 2018 - Champion d'Ukraine du contre-la-montre |

### Résultats sur les grands tours

#### Tour de France
10 participations
- 2005 : 78e
- 2006 : abandon (15e étape)
- 2007 : 78e
- 2010 : 136e
- 2011 : 144e
- 2012 : 43e
- 2014 : 95e
- 2015 : 64e
- 2016 : 86e
- 2017 : 120e

#### Tour d'Italie
2 participations
- 2009 : 18e[16],[n 3]
- 2010 : 70e

#### Tour d'Espagne
2 participations
- 2008 : 42e
- 2013 : 101e, vainqueur de la 1re étape (contre-la-montre par équipes)

### Classements mondiaux
| Année                  | 2007 | 2008 | 2009 | 2010 | 2011 | 2012 | 2013 | 2014 | 2015 |
| ---------------------- | ---- | ---- | ---- | ---- | ---- | ---- | ---- | ---- | ---- |
| Classement ProTour     | 119e |      |      |      |      |      |      |      |      |
| Calendrier mondial UCI |      |      |      | nc   |      |      |      |      |      |
| UCI World Tour         |      |      |      |      | 128e | 212e | 69e  | 80e  | 90e  |
| UCI America Tour       |      |      | 102e |      |      |      |      |      |      |
| UCI Europe Tour        |      |      | 92e  |      |      |      |      |      |      |